# Mariana Vega
Mariana Vega (Caracas, 11 de febrero de 1985) es una cantante y compositora venezolana, exitosa en su país natal y México. Ganadora en 2014, de un Grammy Latino a Mejor Nuevo Artista.

## Biografía
Mariana nació en Caracas, Distrito Capital. Es la menor de cuatro hermanos; estudió en el Colegio Emil Friedman, y a los 15 años se muda a Toronto, Canadá, donde a los 16 empieza a desarrollar su carrera musical.
Junto a su guitarra, comienza a componer y a los 19 años, (egresada ya de la Universidad de Toronto como licenciada en Relaciones Industriales y Psicología), es cuando finalmente  decide dedicarse de lleno a la música, pues allá también estudió clases de música, por lo que incursiona en esta profesión. Primero, presentándose en lugares locales, y luego en sitios más amplios.
Luego visita su tierra natal para asistir a la boda de una prima, y es allí cuando acompañada de una guitarra eléctrica, un alto ejecutivo de una disquera la escucha y le solicita un demo, para su posterior producción musical.

## Carrera artística

### 2008—2011: EP, éxito en Venezuela y primer disco
Mariana Vega a mano de la discográfica venezolana Sonográfica, saca su EP Háblame, producido en el 2008 por Sebastián Krys  y por Luis Romero, este alcanzó doble Disco de Oro y Disco de Platino en su natal Venezuela. De este primer disco se lanzaron 3 sencillos: «Háblame», «No me queda nada» y «Ni tú ni nadie», mismos llegaron al primer lugar.
Ese mismo año, Mariana recibió el premio Artista Pop del Año 2008 otorgado por la organización Record Report, por ser la artista con más sencillos en el top 10 y tener el disco más sonado del año en su país.
Para el 2010 Mariana viaja a México, firmada por Warner music, y graba su primer álbum completo, titulado Mariana Vega, de la mano de Áureo Baqueiro, de este disco de nombre homónimo. Donde estrena su sencillo «Contigo» y una nueva versión de «No me queda nada».
Durante el 2011, Mariana lanza 2 temas a la radio en Venezuela, «Te seguiré» y «Pregúntale por mi».

### 2012—presente:Mi burbuja,Te buscoy Grammy Latino
En 2013, estrena su segundo álbum de estudio titulado Mi burbuja, del cual se desprende los sencillos Mi burbuja y de De tu voz. El disco fue grabado esta vez en Argentina y producido por el reconocido productor musical Cachorro López (Julieta Venegas, Miranda!).
En 2014, saca un segundo EP Te Busco, donde cuenta con la colaboración de Los Amigos Invisibles y Oscar D'León, en esta nueva producción versiona algunos de sus temas anteriores. Ese mismo año recibe en Las Vegas (Estados Unidos), su primer Grammy Latino en la categoría Mejor Artista Nuevo.

## Vida personal
Mariana Vega es esposa del cantante Sergio Pizzolante, con el que tuvo su hijo Lucas. Reside actualmente en Miami.

## Discografía
| Álbumes de estudio - 2010: Mariana Vega - 2013: Mi Burbuja EP - 2008: Háblame - 2014: Te Busco | Sencillos - «Háblame» - «No me queda nada» - «Lejos de reconocer» - «Ni tú ni nadie» - «Contigo» - «No me queda nada (Versión 2010)» - «Háblame (Versión 2010)» - «Mi burbuja» - «De tu voz» - «Te seguiré» (con Los Amigos Invisibles) - «Te busco» (con Oscar D' León) - «Medicinal» (con Ale Sergi) - «Cámara Lenta» - «La Marea» |

## Premios

### Grammy Latinos
| Año  | Trabajo nominado | Categoría           | Resultado |
| ---- | ---------------- | ------------------- | --------- |
| 2014 | Mi Burbuja       | Mejor Nuevo Artista | Ganadora  |